# Войводенец
Войводенец (болг. Войводенец) — село в Болгарии. Находится в Хасковской области, входит в общину Стамболово. Население составляет 69 человек.

## Политическая ситуация
В местном кметстве Войводенец, в состав которого входит Войводенец, должность кмета (старосты) исполняет Афет Енвер Кючуккул (Движение за права и свободы (ДПС)) по результатам выборов.
Кмет (мэр) общины Стамболово — Гюнер Фариз Сербест (Движение за права и свободы (ДПС)) по результатам выборов.